# Teucholabis (Teucholabis) perproducta
Teucholabis (Teucholabis) perproducta is een tweevleugelige uit de familie steltmuggen (Limoniidae). De soort komt voor in het Neotropisch gebied.